# Netflix
Netflix – amerykańskie przedsiębiorstwo medialne z siedzibą w Los Gatos w stanie Kalifornia założone 29 sierpnia 1997, od 16 stycznia 2007 będące właścicielem serwisu VOD z treściami over-the-top oferującego za zryczałtowaną opłatą dostęp do filmów i seriali poprzez media strumieniowe. Usługa jest dostępna na całym świecie, w 45 wersjach językowych, z kilkoma wyjątkami (z serwisu nie można korzystać w Chinach, gdzie serwis współpracuje z lokalnymi dostawcami, a także w Rosji (w tym na Krymie), w Korei Północnej i Syrii ze względu na ograniczenia nałożone na amerykańskie firmy przez rząd Stanów Zjednoczonych).

## Historia
Dostępna
     Niedostępna

Dostępność usługi na świecie:
Dostępna
Niedostępna

Przedsiębiorstwo założyli 29 sierpnia 1997 w Scotts Valley w Kalifornii Marc Randolph i Reed Hastings. Od 1998 r. zaczęło ono oferować wypożyczenie płyt DVD za pośrednictwem poczty. 25 lutego 2007 ogłosiło, że dostarczyło klientom miliard płyt DVD. 16 stycznia 2007 rozszerzyło działalność o media strumieniowe, zachowując wypożyczalnię DVD i Blu-ray.
Początkowo prowadziło działalność streamingową jedynie w wybranych regionach świata, stosując blokadę regionalną uniemożliwiającą dostęp z krajów, w których usługa nie była dostępna. W styczniu 2016 r. podczas targów CES przedsiębiorstwo zapowiedziało zmiany, w prowadzonej dotychczas polityce rezygnując z blokady dla 150 państw (m.in. Polski). Poszczególne wersje regionalne różnią się od siebie ofertą, co wynika z ograniczeń licencyjnych, a także umów, które Netflix w przeszłości zawierał ze stacjami telewizyjnymi – przykładowo przez pewien czas, z uwagi na wcześniejszą sprzedaż licencji nc+, w polskim Netfliksie brakowało House of Cards. Aktualnie serial ten jest dostępny, a Netflix nie sprzedaje licencji na swoje produkcje polskim stacjom telewizyjnym (wydawane są jednakże płyty DVD z niektórymi pozycjami). Od 20 września 2016 jest dostępny w języku polskim – jednakże nie wszystkie materiały udostępniane w Polsce mają polską wersję językową, ewentualnie dostępne są wyłącznie napisy. Napisy w języku polskim nie zawsze są również dostępne poza granicami Polski. Języki, w których dostępne są materiały, różnią się w zależności od wybranego języka interfejsu serwisu. Od 30 listopada 2016 znaczną część programów z biblioteki oryginalnych produkcji serwisu i niektóre z pozostałych dostępnych tytułów można oglądać bez dostępu do internetu, jednakże tylko w urządzeniach przenośnych z systemem iOS, Windows 10 (także wersji mobilnej) i Android. Jednym z rozwiązań jest także „inteligentne pobieranie”, które usuwa obejrzane odcinki danego serialu i w zamian ściąga kolejne. W październiku 2016 r. Netflix odnotował ponad 86 milionów abonentów na całym świecie, w tym ponad 47 milionów w Stanach Zjednoczonych. Rok później abonament opłacało 109 milionów ludzi, z czego 56,5 miliona pochodzi spoza Stanów Zjednoczonych. W styczniu 2018 abonament w serwisie opłacało 117 milionów użytkowników. W 2018 roku włodarze serwisu VOD przeznaczyli 12 miliardów dolarów na wzbogacenie oferty, zaś w 2019 planują wydać 15 miliardów dolarów. W połowie 2018 r. Netflix poinformował, że w Madrycie powstanie jego pierwsze w Europie, centrum produkcji telewizyjno-fimowej. To właśnie w Madrycie będą powstawać oryginalne, hiszpańskojęzyczne produkcje. Netflix nie jest dostępny na terytorium Chin, gdzie spółka zdecydowała się na sprzedaż swoich programów w formie licencji dla tamtejszych usługodawców, oraz – ze względu na obostrzenia rządu amerykańskiego – Korei Północnej, Syrii i Krymu. Netflix jest dostępny nawet na Antarktydzie. W maju 2020 r. Sejm RP przegłosował ustawę przewidującą odprowadzanie składek przez serwisy VOD (w tym Netflix) na rzecz Polskiego Instytutu Sztuki Filmowej (PISF). Składka nie jest nazywana podatkiem, natomiast ma ona wynieść 1,5% rocznego przychodu z działalności. Może to skutkować podwyższeniem ceny abonamentu na platformie. 30 maja 2022 w związku z inwazją na Ukrainę Netflix zawiesił działalność w Rosji.

## Kontrowersje i krytyka
W 2019 r. Ministerstwo Spraw Zagranicznych Polski skrytykowało Netflix za grafikę przedstawioną w serialu dokumentalnym „Iwan Groźny z Treblinki”, pokazującą rozmieszczenie niemieckich obozów koncentracyjnych w obecnych granicach Polski. W 2019 r. serwis zagroził, że jeśli w stanie Georgia wejdzie w życie nowe antyaborcyjne prawo, wycofa stamtąd swoje inwestycje. Pod koniec 2019 r. serwis wydał komedię „Pierwsze Kuszenie Chrystusa”, w którym przedstawiono Jezusa jako homoseksualistę. Brazylijski sąd nakazał usunięcie filmu z tamtejszej biblioteki. W sierpniu 2020 r. w serwisie pojawił się francuski dramat „Gwiazdeczki”, który przedstawiał grupę jedenastolatek wykonujących taniec o zabarwieniu erotycznym. Film wywołał oburzenie na całym świecie, a serwis oskarżono o promowanie pedofilii. Po fali krytyki przeproszono za plakat, na którym były przedstawione główne bohaterki w seksualnych pozach. Stwierdzono również, że „film jest społecznym komentarzem przeciwko seksualizacji dzieci”. 23 maja 2023 Netflix dokonał zmian w polityce udostępniania konta osobom spoza gospodarstwa domowego. Użytkownicy serwisu otrzymali również wiadomość e-mail, w której zostali poinformowani o wprowadzonych zmianach, w tym o możliwości przeniesienia profilu użytkownika spoza gospodarstwa domowego na indywidualny abonament lub o konieczności uiszczenia dodatkowej opłaty w wysokości 9,99 złotych miesięcznie za korzystanie z konta przez osobę spoza gospodarstwa domowego. Zmiana ta spotkała się z nieprzychylnym odbiorem społeczności, a użytkownicy Twittera zaczęli rozpowszechniać wcześniejszy tweet Netflixa z 2017 roku, w którym podkreślano, że Love is sharing a password (Miłość to dzielenie się hasłem), aby ukazać rzekomą hipokryzję ze strony Netflixa.

## Programy własne

### Seriale animowane

#### Dla dorosłych
- Nie ma jak w rodzinie (2015, 2017–2018, 2020–2021)
- Castlevania (2017–2018, od 2020)
- Big Mouth (od 2017)
- Rozczarowani (2018–2019, od 2021)
- Paradise PD (2018, od 2020)
- Chłopaki z baraków: serial animowany (2019–2020)
- Miłość, śmierć i roboty (2019)
- Tuca i Bertie (2019)
- Sześć pięści (od 2019)
- Final Space (2018–2021)
- Oderwij wzdłuż linii (2021)
- BoJack Horseman (2014–2020 (w Polsce od 2016 roku))

#### Familijne
- Turbo Fast (2013–2016) (wykupiony przez Polsat)
- VeggieTales in the House (2014–2016)
- Niech żyje król Julian (2014–2017)
- Przygody Kota w butach (od 2015)
- Dinotrux (2015–2018)
- Akademia Skylandersów (2016–2018)
- Pan Peabody i Sherman Show (od 2015)
- Popelki (Popples) (od 2015) (wykupiony przez Polsat)
- Troskliwe Misie i przyjaciele (od 2015)
- Krudowie – u zarania dziejów (2015–2017)
- Lego Bionicle: The Journey to One (od 2016)
- Lego Friends: The Power of Friendship (od 2016)
- Kong – król małp (od 2016)
- Świat Winx (2016–2017)
- Smoczy Książę (od 2018)
- She-Ra i księżniczki mocy (od 2018)
- Barbie: Przygody w domku marzeń (od 2019)
- Karolek z Naklejkowa (od 2019)
- Tut Tut autka w pagórkowie (od 2020)
- Frytka i Kartofelcia (od 2019)
- Mała Lama (od 2019)
- Kajko i Kokosz (od 2021)
- Kicia Kocia (od 2023)

### Filmy
- Beasts of No Nation[25] (2015; pierwszy film Netflixa)
- The Ridiculous 6[26] (2015)
- Wielkie wakacje Pee-Wee Hermana[27] (2016)
- The Do-Over[26] (2016)
- Sandy Wexler[26] (2017)
- Opowieści o rodzinie Meyerowitz (utwory wybrane)[28] (2017)
- Weselny tydzień[26] (2018)
- Ibiza[29] (2018)
- Ojciec roku[30] (2018)
- Adam Sandler: 100% Fresh[26] (2018)
- Zabójczy rejs[26][31] (2019)
- Nieoszlifowane diamenty[26][32] (2019)
- Śledztwo Spensera[33] (2020)
- Niewłaściwa Missy[34] (2020)
- Eurovision Song Contest: Historia zespołu Fire Saga[35] (2020)
- Desperados[36] (2020)
- Hubie ratuje Halloween[26][37] (2020)
- Poradnik łowczyni powrotów[38] (2020)
- Dwóch ojców[39] (2021)
- Dzień na tak[40][41] (2021)
- Tlen[42][43] (2021)
- Kobieta w oknie[42] (2021)
- Armia umarłych[42][44] (2021)
- Fear Street[45][46] (2021)
- Fear Street 2[46] (2021)

## Produkcje polskie

### Produkcje własne
- 1670 (2023)
- 1983[47] (2018)
- 365 dni. Ten dzień (2022)
- Absolutni debiutanci (2023)
- Bartkowiak (2021)
- Bogdan Boner: Egzorcysta (2020)
- Broad Peak (2022)
- Brokat (2022)
- Dawid i elfy (2021)
- Dzisiaj śpisz ze mną (2022)
- Dzień matki (2023)
- Dziewczyna i kosmonauta (2023)
- Erotica 2022 (2020)
- Fanfik (2023)
- Forst (2024)
- Freestyle (2023)
- Gang Zielonej Rękawiczki (2022)
- Gorzko gorzko (2022)
- Gry rodzinne (2022)
- Hiacynt (2021)
- Idź przodem, bracie (2024)
- Infamia (2023)
- Informacja zwrotna (2023)
- Jak pokochałam gangstera (2022)
- Kajko i Kokosz (2021)
- Kolejne 365 dni (2022)
- Krakowskie potwory (2022)
- Królowa (2022)
- Matki pingwinów (2024)
- Miłość do kwadratu (2021)
- Miłość do kwadratu jeszcze raz (2023)
- Miłość do kwadratu bez granic (2023)
- Operacja Soulcatcher (2023)
- Otwórz oczy[48] (2021)
- Pan Samochodzik i templariusze (2023)
- Parada serc (2022)
- Pewnego razu na krajowej jedynce (2022)
- Poskromienie złośnicy (2022)
- Poskromienie złośnicy 2, czyli wiele hałasu o nic (2023)
- Plan lekcji (2022)
- Prime Time (2021)
- Rojst ’97 (2021)
- Sexify[49] (2021)
- W głębi lasu (2020)
- Wielka woda (2022)
- W lesie dziś nie zaśnie nikt 2 (2021)
- Wszyscy moi przyjaciele nie żyją[50] (2020)
- Zachowaj spokój (2022)
- Znachor (2023)

### Zakupione licencje
- Rojst
- Ultraviolet[51]
- Ranczo[52]
- Wojenne dziewczyny[53]
- O mnie się nie martw[53]
- W lesie dziś nie zaśnie nikt[54]
- 365 dni
- Zenek[55]
- Fuga[56]
- Botoks
- Plagi Breslau
- Proceder
- Polityka
- Sanatorium miłości[57][50]
- Artyści[58]
- Egzorcysta
- Jak zostałem gangsterem. Historia prawdziwa
- Sala samobójców. Hejter
- Fanatyk
- Pętla
- Boże Ciało
- Kler
- Furioza[59]

## Inne produkcje
Poza produkcjami zrealizowanymi dla Netflixa serwis w Polsce oferuje wiele seriali i filmów wyprodukowanych dla telewizji, w tym m.in. Sherlock, Wikingowie, American Crime Story, W garniturach, Jak poznałem waszą matkę, Bates Motel, Mad Men, Archer czy Breaking Bad.